# Julian Szpitalnik
Święty Julian Szpitalnik (także Gościnny) – patron włoskiego miasta Macerata), czczony w Kościele katolickim 9 stycznia (podawane są także daty 29 stycznia i 31 sierpnia).

## Legenda
Średniowieczne opowieści upatrują w św. Julianie zamożnego kupca flamandzkiego, który mając porywczy i mściwy charakter, zabił w gniewie własnych rodziców. Stało się to przypadkiem, gdy wracając z polowania, zobaczył ich we własnym łożu małżeńskim. Myśląc, że pod kołdrą ukrywa się żona z kochankiem, wydobył miecz i w ataku złości zabił zupełnie przypadkowo śpiących rodziców, którzy akurat przybyli do syna w gościnę.
Postępek był przyczyną wielkiego żalu i postanowienia praktyki pokutnej. Julian postanowił poświęcić całe życie pomocy ubogim i potrzebującym.
Mieszkańcy Maceraty we Włoszech, którzy uważają Juliana za swojego patrona, przyjmują, iż pokutnik, po latach wędrówek i długich modlitw, osiadł nad rzeką Potenzą, gdzie zajmował się przewożeniem pielgrzymów i trędowatych. Legenda mówi, iż któregoś dnia jeden z trędowatych zachwiał się i miał wpaść do rzeki. Julian nie zawahał się podać mu ręki, ratując od niechybnej śmierci. Owym trędowatym miał być sam Jezus Chrystus, który chciał sprawdzić, czy serce Juliana zostało już całkowicie odmienione. Prawdziwy żal, rzeczywista chęć zadośćuczynienia, życie poświęcone modlitwie i służbie biednym i chorym sprawiły, że wszyscy widzieli w nim świętego.

## Kult i ikonografia

### Odnalezienie relikwii w Maceracie
Według tradycji udokumentowanej w Maceracie ciało świętego, który miał być pochowany w tym mieście, przeniósł w 740 św. Bonifacy, biskup Moguncji, do Belgii. W Maceracie miały pozostać tylko relikwie lewego ramienia. Z obawy przed najazdami na miasto ukryto je i nikt nie wiedział, gdzie się miały znajdować. 6 stycznia 1442 miejscowy biskup Mikołaj Aste, za namową jednego z mieszkańców miasta, któremu pewien szlachcic miał przed śmiercią wyznać, iż relikwie ukryte są w zagłębieniu pomiędzy kolumnami przed ołtarzem głównym, nakazał ich wydobycie. Relikwie opatrzone były dwoma inskrypcjami w języku łacińskim: hoc est residuum brachii sancti julian oraz hoc est brachium sancti juliani qui patrem et matrem interfecit. Relikwie te po dziś dzień przechowywane są w katedrze w Maceracie.
W Maceracie istnieją liczne przedstawienia świętego. Najstarsze pochodzi z 1326, jest to rzeźba, która pierwotnie znajdowała się przy Fonte Maggiore, a obecnie eksponowana jest na dziedzińcu miejskiego muzeum. Znaną jest również rzeźba z kościoła w dzielnicy Vergini. Św. Julian trzyma w ręku model miasta. W Duomo znajduje się fresk przedstawiający życie świętego. W średniowieczu, w latach 1447–1471 miasto biło monetę z wizerunkiem świętego (wł. quattrino papale).

### Kult na Malcie
Św. Julian szczególną czcią otaczany jest przez mieszkańców Wysp Maltańskich. Kult ten sięga XV w., kiedy to miano odnaleźć ciało świętego w Maceracie. Jego wprowadzenie Malta zawdzięcza potężnej rodzinie De Astis, która spokrewniona była z ówczesnym biskupem Maceraty. Przed przybyciem kawalerów maltańskich na wyspy wzniesiono trzy kościoły pod wezwaniem św. Juliana: w Tabija koło Mdiny, w Luqa oraz w Isli.
W XVI w. istniał na Gozo szpital imienia św. Juliana, świadectwo wielkiej czci, jaką darzono świętego. Do umocnienia kultu przyczynili się sami kawalerowie maltańscy, odbudowując w 1639 kościół w Isli i wznosząc w 1590 nowy kościół parafialny w Birkirkara.

### Inne miejsca kultu
Poza Maceratą i Maltą św. Julian czczony jest również w dzielnicy łacińskiej Paryża, gdzie zbudowano kościół pod jego wezwaniem – Saint Julien l'Hospitalier.
XIII-wieczny witraż przedstawiający św. Juliana znajduje się w katedrze w Chartres we Francji. XIV-wieczne freski ze św. Julianem podziwiać można w katedrach w Trydencie i Asyżu we Włoszech. W Rzymie istnieje kościół św. Juliana, nazywany Belgijskim Kościołem Narodowym – San Giuliano dei Fiamminghi, datowany na wiek XVII.

## Atrybuty

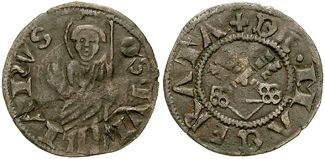
Moneta bita w Maceracie z wizerunkiem św. Juliana

Św. Julian przedstawiany jest z mieczem w ręku. Niejednokrotnie w stroju rycerskim.

## Święty w literaturze
Do najstarszych redakcji opowieści czy legendy o św. Julianie należy Złota legenda dominikanina Jakuba de Voragine z drugiej połowy XIII w. W XIV w. do legendy nawiązał Giovanni Boccaccio, dając tytuł jednej ze swoich nowel, należących do zbioru Dekameron, tytuł Cud św. Juliana. W noweli mowa jest o pewnym człowieku, czcicielu św. Juliana, którego wiara zostaje wystawiona na ciężką próbę podczas długiej podróży.
W 1877 Gustaw Flaubert wydał swoje Trois contes (przekład polski Wacława Rogowicza: Trzy opowieści, 1929, w wydawnictwie „Muzy”), w których zawarł opowieść o św. Julianie. W XXI w. Walter Wangerin sięgnął po legendę o świętym, wydając w 2003 swoją nowelę pt. Saint Julian.

## Nazwy geograficzne
- St. Julian’s – miasto na Malcie
- San Julian – miasto w Chile
- San Julián – miasto w Meksyku
- San Julian – miasto na Filipinach
- Puerto San Julián – port w Argentynie